# Текс-мекс

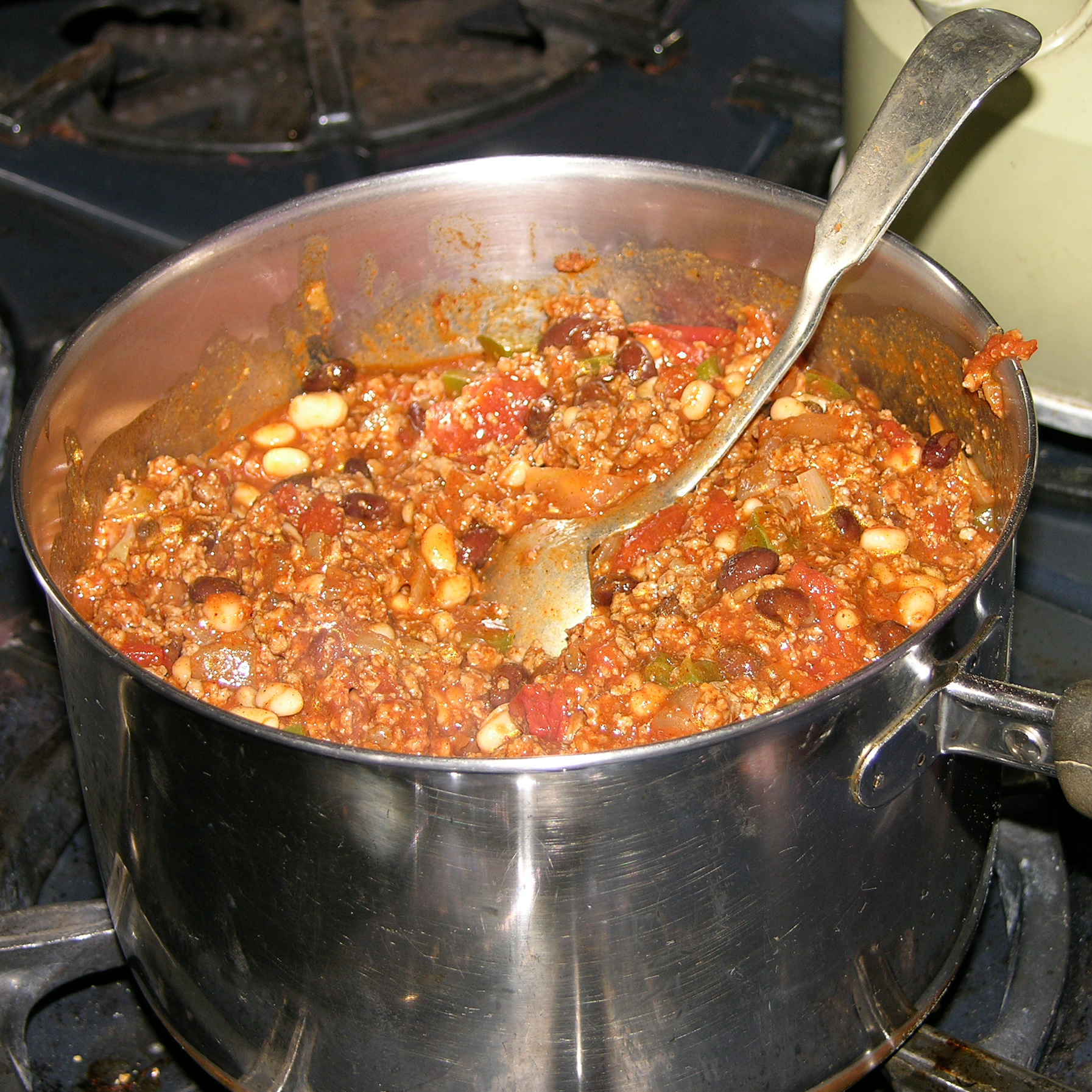
Чилі кон карне, типова страва техано

Текс-мекс (англ. Tex-Mex), теха́сько-мексика́нська кухня, також Теха́но (ісп. tejano) — місцевий різновид американської кухні на Південному-заході Сполучених Штатів Америки, в якій харчові продукти, доступні в США, з'єднуються з мексиканськими кулінарними традиціями. В Техасі й інших областях Сполучених Штатів та інших країнах такі страви часто називають «мексиканською кухнею» (Mexican food). У багатьох областях США за межами Техасу, Нью-Мексико і Аризоні для техасько-мексиканської кухні використовується синонім «кухня південно-західних штатів».

## Історія
Кухня текс-мекс виникла сотні років тому, коли іспанські та мексиканські рецепти почали поєднуватися з англо-американськими продуктами харчування. Термін «текс-мекс» вперше з'явився в англійській мові як прізвисько залізниці «Texas Mexican Railway».
В розкладах поїздів, що публікувалися в газетах 1800-х років, назви залізниць замінялися абревіатурами, наприклад, Missouri Pacific Railroad позначалася як Mo. Pac., а Texas-Mexican Railroad скорочували до Tex. Mex. У 1920-их в американських газетах використовувалася форма з дефісом як для згадки про залізницю, так і для опису людей мексиканського походження, народжених в Техасі.
За часів місіонерства в Техасі, як і в інших частинах північного кордону Нової Іспанії, іспанські та мексиканські страви поєднувалися одна з одною. Однак, кухня яку тепер називають текс-мекс, насправді веде своє походження від техано (Tejano — техасці іспанського походження) як гібрид іспанських і національних мексиканських страв за часів, коли Техас був частиною Нової Іспанії і, згодом, Мексики.
В області південного Техасу між Сан-Антоніо і долиною Ріо-Гранде, ця кухня має невеликі відмінності і з давніх часів була схильна до впливу кулінарії сусідніх північних штатів Мексики. Скотарська культура Південного Техасу і північної Мексики поширилася по обидва боки кордону. Такі страви, як cabrito (м'ясо молодого ягняти), barbacoa de cabeza (смажені коров'ячі голови), carne seca (сушена яловичина), й інших продуктів скотарства звичайний по обидві сторони Ріо-Гранде.
Як стверджує Оксфордський словник англійської мови, перші відомі згадки у пресі терміна «текс-мекс» по відношенню до їжі зустрічаються в 1963 році в статті в журналі New York Times (додаток до газети New York Times), і в 1966 році в Great Bend (Kansas) Tribune.
Деякі інгредієнти страв кухні текс-мекс звичайні для мексиканської кухні, але часто додаються також інгредієнти, невідомі в Мексиці. Для кухні Текс-Мекс характерно часте використання тертого сиру, м'яса (особливо яловичини), бобів та спецій, на додаток до мексиканської тортильї. Для Текс-Мекс звичайна комбінація тарілок з декількома стравами, розташованих на одному великому підносі. В якості закусок в ресторанах текс-мекс часто подають чипси з тортильї з соусом чилі або сальсою. Крім того, текс-мекс запозичує аромати прянощів з інших кухонь, наприклад, в декількох рецептах з центральної Мексики використовується зіра (кумін), яка звична в індійських стравах.